# Raimundo Gayrard

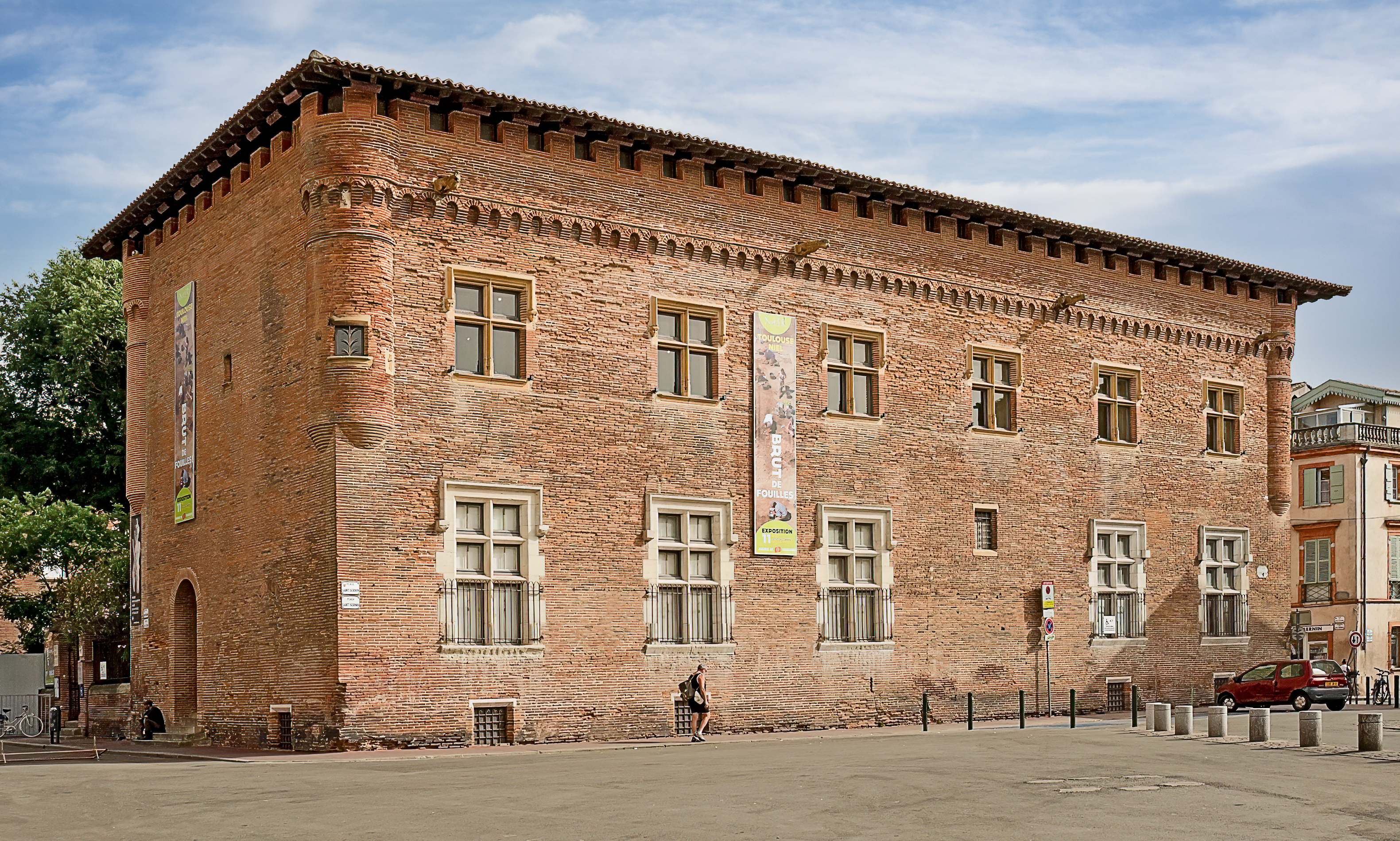
Antiguo hospital de San Raimundo, hoy museo; edificio nuevo, del.

Raimundo de Tolosa o Raimundo Gayrard (Tolosa, primera mitad del siglo XI - 1118) fue un laico que dedicó su fortuna a la beneficencia. Dirigió las obras de la actual basílica de San Sernín. Es venerado como santo por la Iglesia católica y, como arquitecto, es una de las figuras conocidas más importantes del románico.

## Biografía
Raimundo Gayrard era de origen humilde y fue chantre de la Basílica de San Sernín. Al quedar viudo, se dedicó a la vida religiosa, manteniéndose casto y dedicándose al servicio a los necesitados, repartiendo entre ellos las rentas de sus propiedades y ayudándolos. 
También dedicó parte de su fortuna a la construcción de puentes sobre el río Ers. Fue nombrado canónigo de San Sernín, maestro de su escuela y preboste de la abadía anexa. La afluencia de peregrinos en la tumba de San Sernín hizo que la basílica antigua hubiese quedado pequeña; para que los peregrinos pudieran disponer de un edificio más capaz, Raimundo, ya canónigo, destinó recursos a la construcción de la nueva basílica (la actual) de San Sernín, las obras de la cual comenzaron hacia el 1078. Raimundo fue el operarius o director de las obres. En 1096, el papa Urbano II consagró la iglesia, aún inacabada, pero con el transepto y la fachada completadas; cuando murió Raimundo, buena parte de les naves laterales y parte de la central, hasta la altura de las ventanas, estaban construidas.
Entre 1071 y 1080, fundó un hospital para los enfermos pobres, en un edificio donado por un particular, Pèire Benézet, y consiguió que Isarn y el conde Guillermo de Tolosa asignaran rendas para financiarlo. El hospital se convirtió más tarde en el Colegio San Raimundo, convirtiéndose en una institución importante en la ciudad.

## Muerte y veneración
Murió en Tolosa el 3 de julio de 1118. Fue enterrado en la capilla del hospital que había fundado. Pronto empezaron a atribuírsele milagros en su intercesión y fue canonizado, siendo conocido como San Raimundo de Tolosa.